# 任现春
任现春（1933年2月—2019年11月25日），男，瑶族，广西富川人，中华人民共和国政治人物，曾任第五、八届全国人大代表，第八届全国人大常委会委员。